# Abolition de l'esclavage en Martinique
L'abolition de l'esclavage en Martinique est proclamée de manière anticipée le 22 mai 1848,, à la suite d'une insurrection massive des esclaves. Cet événement contraint le gouverneur de l'île, Claude Rostoland, à anticiper l'application du décret d'abolition générale de l'esclavage dans les colonies françaises, signé à Paris le 27 avril 1848. Le 22 mai marque ainsi la victoire de la lutte des esclaves martiniquais pour leur liberté et constitue un événement fondateur de l'identité et de la mémoire collective martiniquaise.

## Contexte historique

### L'esclavage en Martinique
La Martinique est colonisée par la France en 1635 sous la direction de Pierre Belain d'Esnambuc. Elle devient rapidement une colonie de plantation dont l'économie repose sur l'exploitation de la main-d'œuvre esclave, principalement d'origine africaine, déportée par la traite négrière. Le développement intensif de la culture de la canne à sucre à partir de la fin du XVIIe siècle transforme la Martinique en l'une des colonies françaises les plus rentables des Antilles, au prix d'un système esclavagiste particulièrement brutal, régi par le Code noir de 1685,.

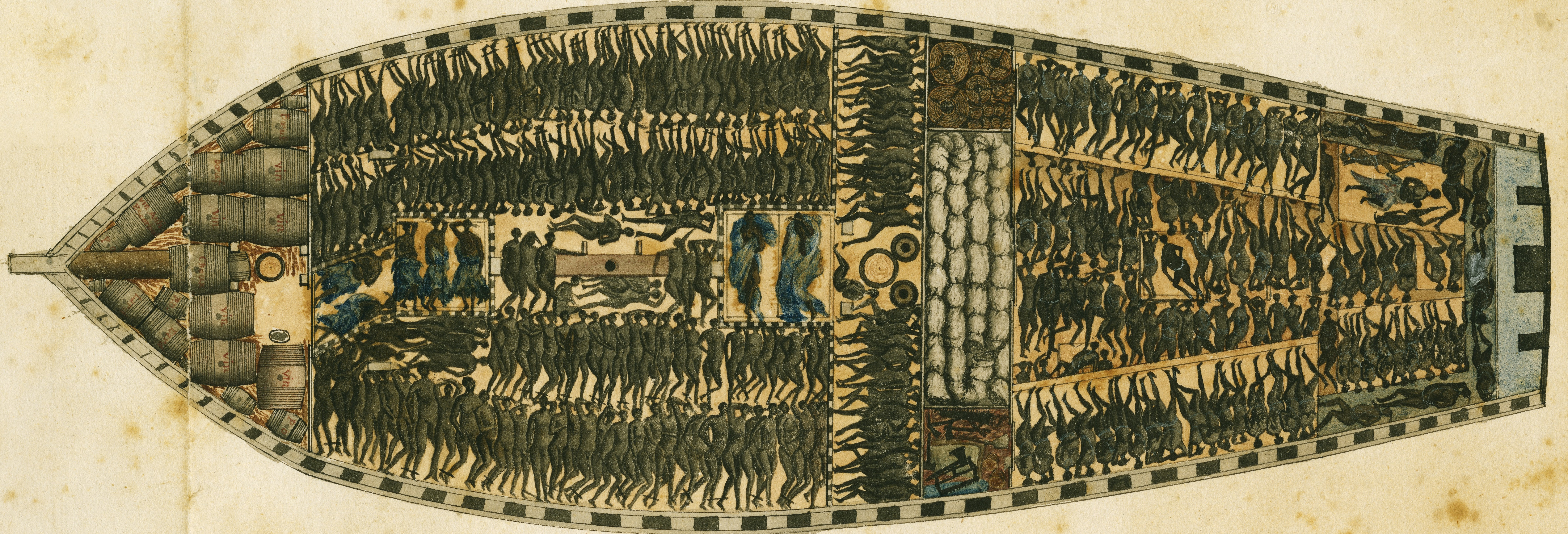
L'entrepont de La Marie Séraphique, navire négrier nantais.
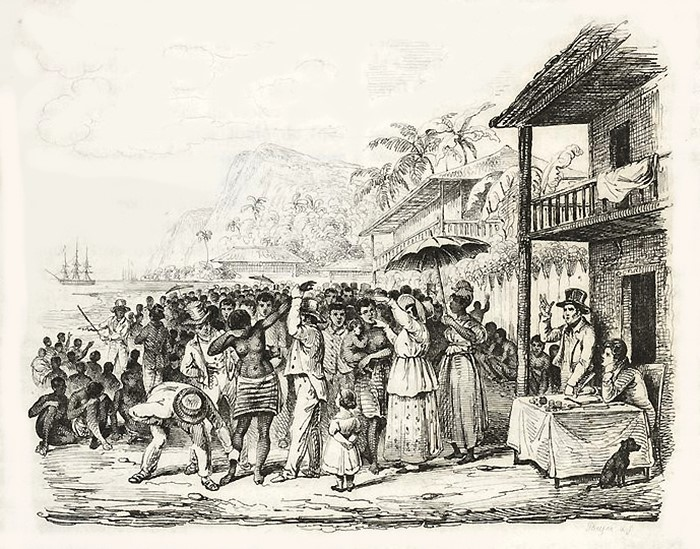
Vente d'esclaves à la Martinique, vers 1826, par Julien Léopold Boilly.
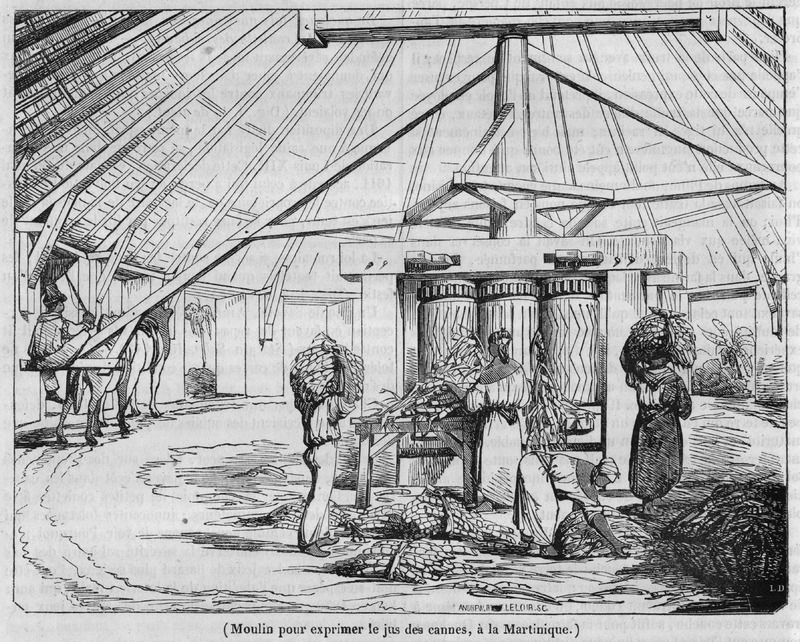
Esclaves broyant la canne à sucre dans un moulin à bestiaux en Martinique (1835).
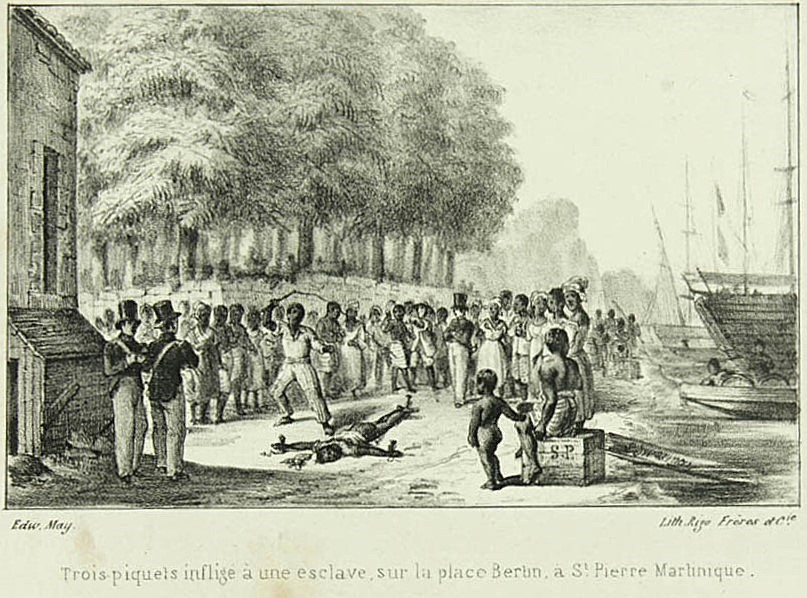
Supplice des trois piquets infligé à une esclave, place Bertin à Saint-Pierre (Martinique), vers 1835.

### Les résistances à l'esclavage
Tout au long de la période esclavagiste, les populations asservies de Martinique n'ont cessé de résister sous diverses formes, :
- Les révoltes d'esclaves : des soulèvements majeurs ou des complots sont documentés, notamment en 1678, 1699, 1748, ainsi que des agitations importantes lors de la Révolution française (1789-1793), puis en 1822 (affaire de la « conspiration des esclaves du Carbet ») et 1831 (affaire de la Grande Anse), et en 1833 (agitation au Prêcheur)[5] ;
- Le marronnage : la fuite d'esclaves qui se réfugient dans les mornes (collines) et les forêts de l'île pour y former des communautés autonomes ou vivre cachés[5] ;
- Les empoisonnements : une forme de résistance redoutée par les colons, visant maîtres, bétail ou autres esclaves considérés comme traîtres[5],[7] ;
- La résistance culturelle : maintien et adaptation de traditions africaines à travers la langue (créole martiniquais), la musique (notamment le Bèlè), les contes, les danses, et les pratiques spirituelles et religieuses syncrétiques (comme le quimbois)[5] ;
- Le sabotage : destruction d'outils de travail, incendies de récoltes ou de bâtiments, ralentissement volontaire du travail[5].

### La première abolition (1794) et l'occupation britannique

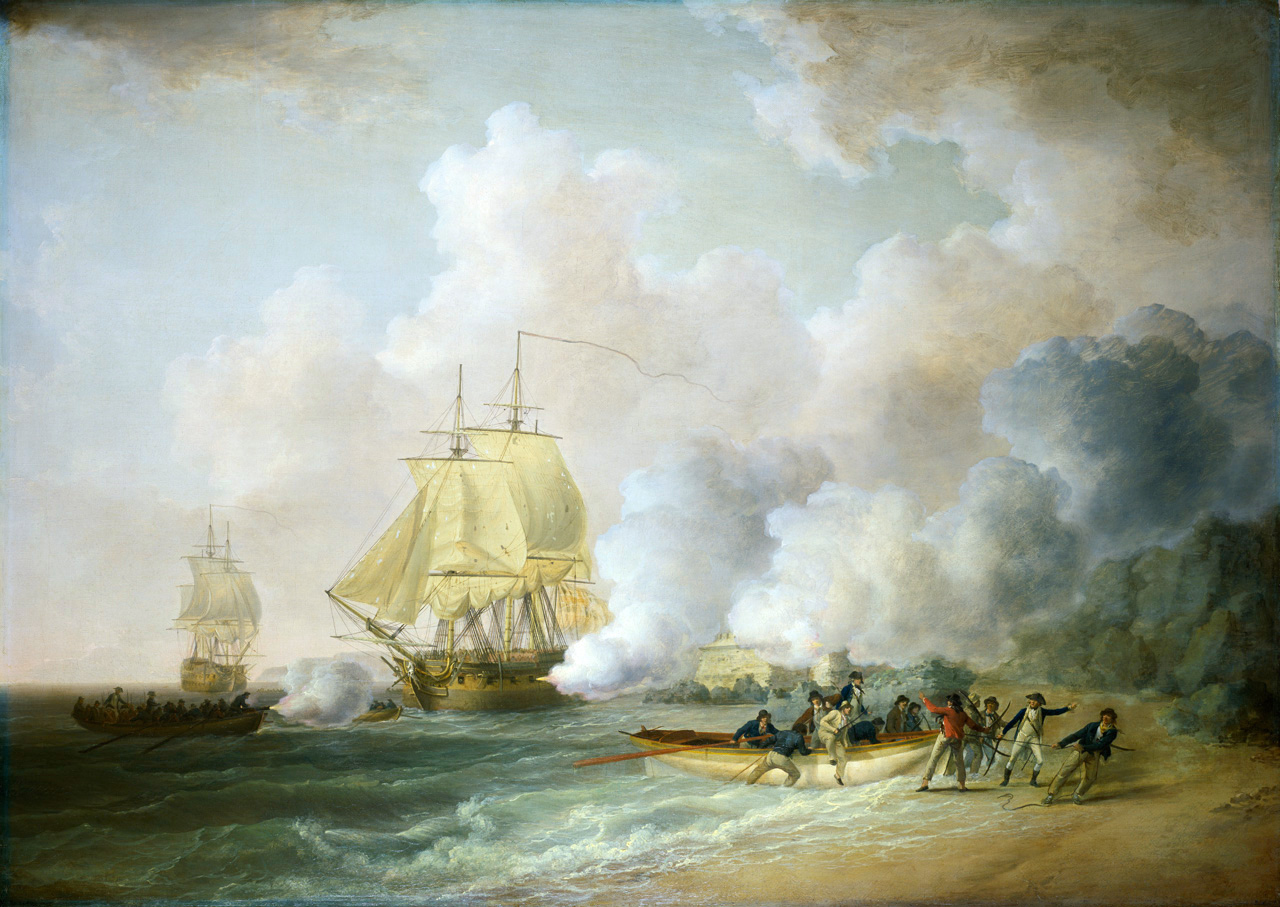
La capture du Fort Saint-Louis par les Anglais, aidés de planteurs français, lors de l'invasion de la Martinique, le 20 mars 1794.

Contrairement à la Guadeloupe, la Martinique ne connaît pas l'application de la première abolition de l'esclavage décrétée par la Convention nationale le 4 février 1794 (16 pluviôse an II). En effet, l'île est alors occupée par les Britanniques à partir de 1794 à la demande des planteurs locaux qui craignaient les conséquences de la Révolution française et de l'abolition. Quand l'île est restituée à la France en 1802, le premier consul Napoléon Bonaparte décide d'y maintenir l'esclavage par la loi du 20 mai 1802. Ainsi, contrairement aux autres colonies françaises comme Saint-Domingue, la Guadeloupe et la Guyane, l'esclavage y a perduré sans interruption, ce qui exacerbe les frustrations et les tensions au sein de la population asservie.

## Anti-esclavagisme et seconde abolition (1848)
Le mouvement abolitionniste, débuté à la fin du XVIIIe siècle, est de plus en plus actif dans la première moitié du XIXe siècle. Grandement aidé par les révoltes d'esclaves, notamment à Saint-Domingue et en Jamaïque, il entraîne l'abolition de l'esclavage au Royaume-Uni en 1833. En France, après la révolution française de 1848, et l'instauration de la Deuxième République, Victor Schœlcher obtient le vote d'un décret d'abolition le 27 avril 1848. Il est prévu alors un délai de deux mois pour sa promulgation dans chaque colonie.

### Les événements du22 mai 1848

#### L'agitation pré-insurrectionnelle
Dès le début de l'année 1848, les nouvelles de la révolution de février à Paris et de la proclamation de la Deuxième République parviennent en Martinique et y suscitent une immense espérance de liberté parmi les esclaves,. Les rumeurs d'une abolition imminente, activement propagées et discutées dans les habitations (plantations), alimentent une agitation croissante et une remise en cause ouverte de l'autorité des maîtres :
- Multiplication des actes de désobéissance et d'insolence ;
- Refus concertés de travail dans plusieurs plantations ;
- Organisation de rassemblements nocturnes et circulation intense d'informations et de mots d'ordre ;
- Tensions grandissantes entre maîtres, souvent fébriles et divisés, et esclaves de plus en plus déterminés.

L'attente du décret officiel d'abolition, dont on sait qu'il est en préparation sous l'égide de Victor Schœlcher, est palpable.

#### L'insurrection du 22 mai

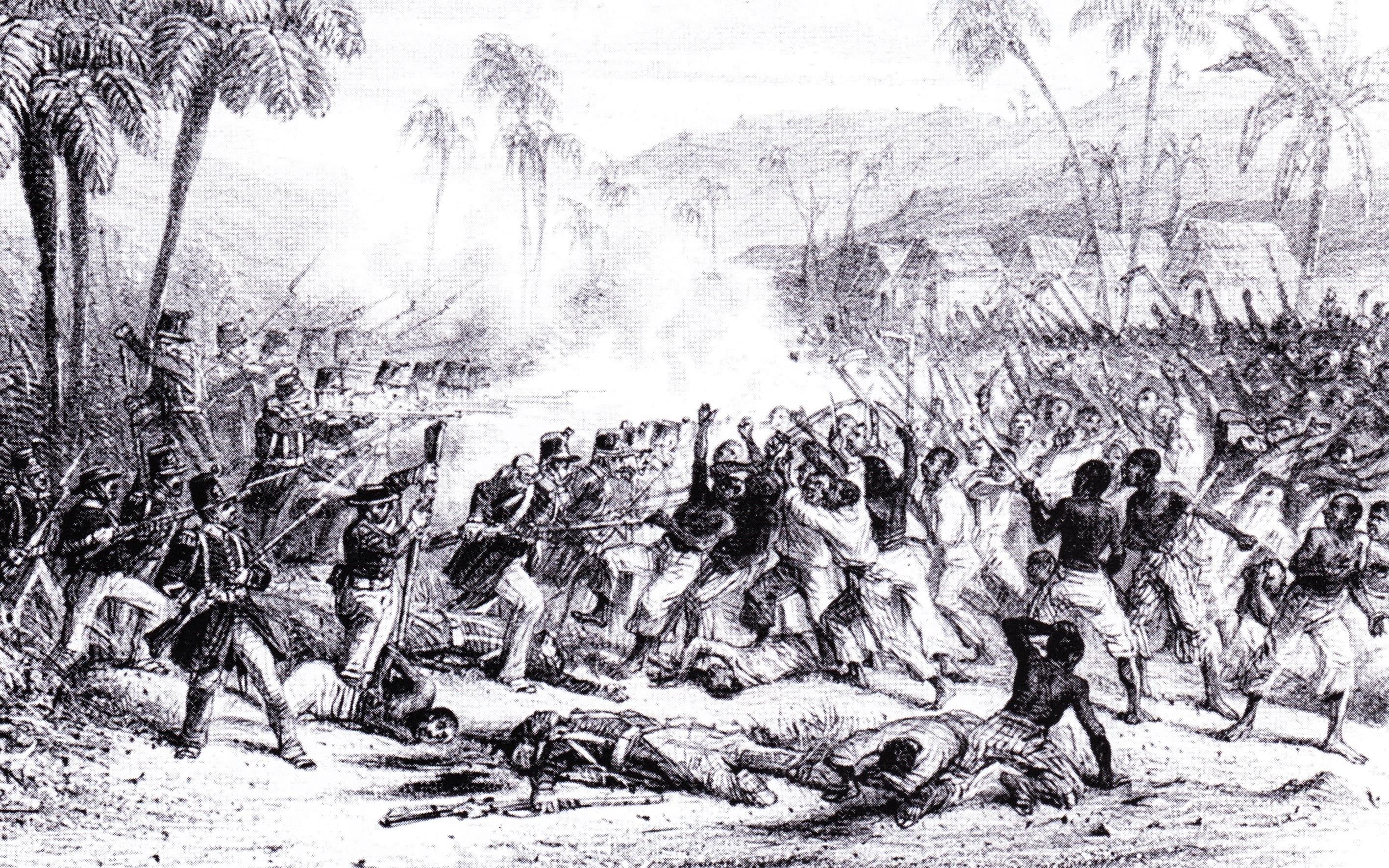
Gendarmes et colons affrontant les esclaves révoltés en Martinique le 22 mai 1848.

L'étincelle qui met le feu aux poudres est l'arrestation, le 20 mai 1848, de Romain, un esclave de l'habitation Dizac au Prêcheur. Il est accusé d'avoir joué du tambour en violation d'un arrêté municipal et d'avoir ainsi provoqué un rassemblement interdit,. Son emprisonnement à Saint-Pierre, alors la principale ville et le centre économique de l'île, provoque une mobilisation immédiate. Le 22 mai 1848, une foule immense d'esclaves venus des plantations environnantes converge vers Saint-Pierre pour exiger sa libération,. L'insurrection éclate :
- Des milliers d'esclaves, hommes et femmes, armés de coutelas, de houes, de bâtons et de torches, envahissent la ville[4] ;
- Des barricades sont érigées. Les maisons de notables esclavagistes et des symboles du pouvoir colonial sont pris pour cible. Plusieurs habitations et entrepôts sont incendiés dans la plaine environnante et dans certains quartiers de Saint-Pierre[1] ;
- Les autorités coloniales (la milice, la gendarmerie) sont rapidement débordées par l'ampleur du soulèvement[4] ;
- L'insurrection s'étend rapidement aux communes voisines du nord Caraïbe : Le Prêcheur, Le Carbet, puis menace de gagner Fort-de-France (alors Fort-Royal), le chef-lieu administratif[1]. On compte plusieurs morts et de nombreux blessés[4].

#### La proclamation de l'abolition

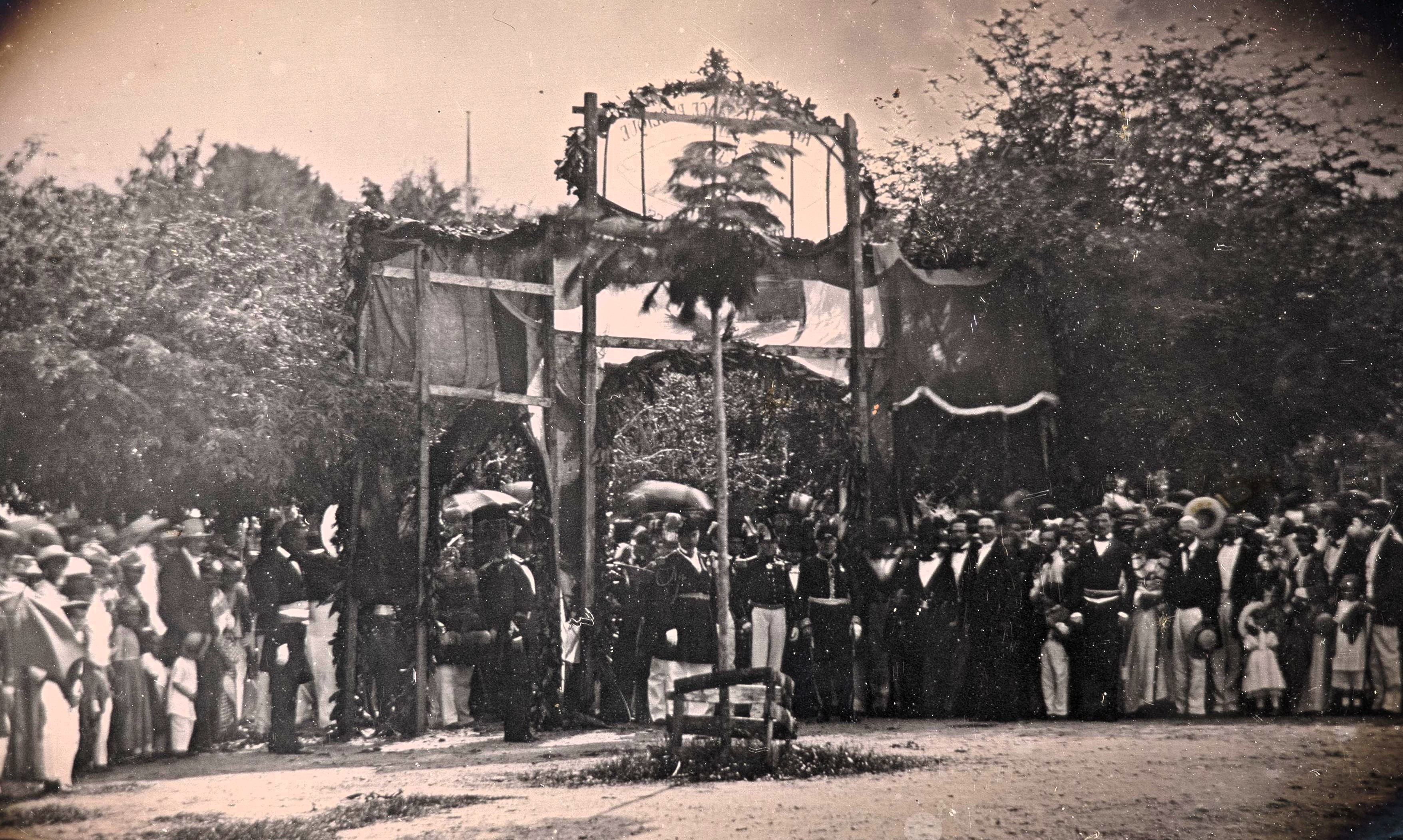
Plantation d’un arbre de la liberté en Martinique en 1848 afin de célébrer l’abolition de l’esclavage dans les colonies françaises.

Face à l'insurrection généralisée, au risque d'un bain de sang et à la paralysie totale de la colonie, le gouverneur, le général Claude Rostoland, se voit contraint de céder,. Après avoir tenté sans succès de réprimer le mouvement et sous la pression d'une délégation de la municipalité de Saint-Pierre menée par des personnalités comme l'avocat Pierre-Marie Pory-Papy qui plaident pour l'apaisement, il prend une décision historique. Sans attendre l'arrivée du décret officiel du 27 avril ni du commissaire général de la République, Auguste-François Perrinon (qui n'arrivera que le 3 juin), Rostoland proclame l'abolition immédiate de l'esclavage en Martinique le 22 mai 1848 vers 15 heures,. Cette proclamation est immédiatement diffusée dans l'île.
En Martinique, 74 447 esclaves accèdent alors à la liberté.

### L'indemnisation des propriétaires d'esclaves
Les anciens esclaves ne reçoivent aucune réparation. En revanche, prévue dans le décret de 1848, un loi est votée le 30 avril 1849 (alors que Louis-Napoléon Bonaparte a été élu président) afin d'indemniser les propriétaires d'esclaves. Pour l'ensemble des colonies françaises d'alors (La Réunion, Martinique, Guadeloupe, Guyane, Sénégal, Nosy Bé et Sainte-Marie), ce sont ainsi 126 millions de francs-or (équivalent de près de 27 milliards d'euros en 2021) qui sont versés pour la perte des 250 000 travailleurs serviles.
En Martinique, la valeur pécuniaire des anciens esclaves est fixée à 409 francs-or par individu, et au total, 29 millions de francs-or y sont répartis entre 4 397 indemnitaires. En 2021, les travaux du CNRS ont démontré que la majorité des indemnités étaient dédiées aux grands propriétaires, mais aussi que « 30 % des bénéficiaires étaient des personnes de couleur, qui possédaient quelques esclaves ».

### Les acteurs principaux

#### Cyrille Bissette (1795-1858)

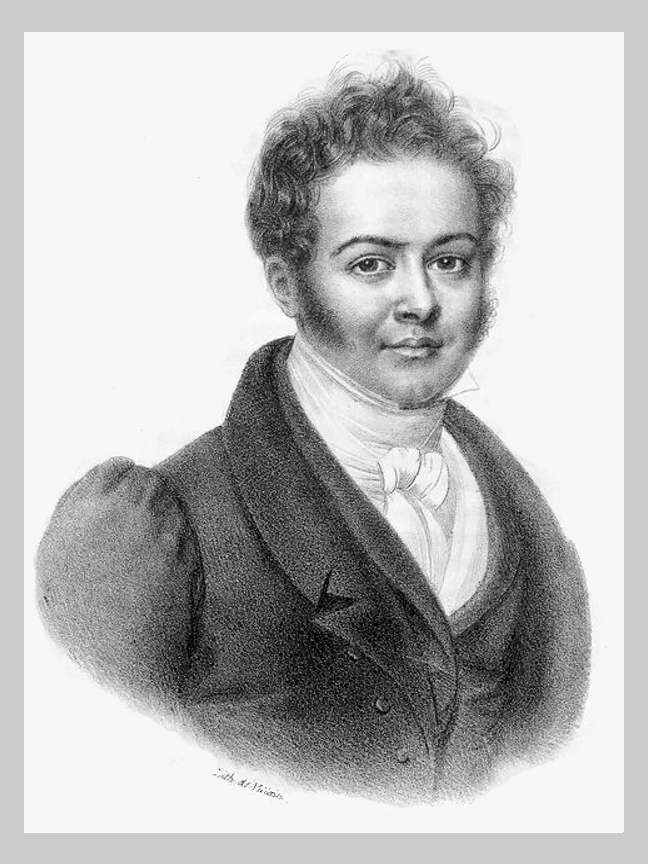
Le militant abolitionniste martiniquais Cyrille Bissette.

Cyrille Bissette est un homme de couleur libre martiniquais, journaliste et homme politique. Figure majeure de l'abolitionnisme français, il est déporté au bagne en 1824 pour avoir diffusé une brochure dénonçant le système esclavagiste. Gracié, il mène depuis Paris une campagne inlassable pour l'abolition immédiate, notamment à travers sa Revue des Colonies. Bien qu'absent de l'île en 1848, son action a contribué à préparer les esprits à l'abolition,. Il sera l'un des premiers députés de la Martinique après l'abolition.

#### Les esclaves insurgés
Les véritables protagonistes du 22 mai sont les dizaines de milliers d'esclaves, hommes et femmes, dont les noms sont pour la plupart restés anonymes. Par leur courage, leur organisation spontanée et leur détermination à briser leurs chaînes, ils ont imposé la liberté par la force. Leur action collective est aujourd'hui reconnue comme l'élément déterminant de l'abolition en Martinique,.

#### Romain
Romain est un esclave de l'habitation Dizac au Prêcheur. Son arrestation pour avoir joué du tambour est le catalyseur direct de l'insurrection de mai 1848. Son nom est resté dans la mémoire collective martiniquaise comme un symbole de la résistance et de l'étincelle qui a embrasé l'île.

#### Pierre-Marie Pory-Papy (1805-1874)
Pierre-Marie Pory-Papy est un avocat et homme politique métis de Saint-Pierre, républicain convaincu et défenseur des droits des hommes de couleur. Il joue un rôle de médiateur important durant l'insurrection du 22 mai, intervenant auprès du gouverneur Rostoland pour le persuader de proclamer l'abolition afin de ramener le calme. Il deviendra également l'un des premiers députés de la Martinique,.

#### Le gouverneur Claude Rostoland
Gouverneur de la Martinique au moment des événements. Militaire, il tente initialement de contenir l'insurrection par la force, mais devant l'ampleur du soulèvement et pour éviter un massacre, il prend la décision pragmatique de proclamer l'abolition le 22 mai, reconnaissant de fait la victoire des insurgés et devançant les instructions de la métropole,.

## Conséquences

### Conséquences immédiates
- Libération d'environ 74 000 esclaves en Martinique, qui accèdent au statut de nouveaux citoyens[2] (le chiffre exact varie légèrement selon les sources, entre 72 000 et 75 000).
- Des scènes de liesse populaire se mêlent à des actes de vengeance isolés contre d'anciens maîtres ou gestionnaires particulièrement cruels[1].
- Destruction de nombreuses habitations sucrières et d'infrastructures liées à l'économie de plantation, surtout dans la région de Saint-Pierre[4].
- Fuite de certains planteurs vers Fort-de-France ou hors de l'île, craignant pour leur sécurité[1].
- Désorganisation temporaire mais profonde de l'économie de plantation, base de la richesse coloniale[2].
- Les anciens esclaves obtiennent la citoyenneté française pleine et entière, y compris le droit de vote pour les hommes[6]. Des patronymes leur sont attribués.
- Versement d'une indemnité aux anciens propriétaires d'esclaves en compensation de la perte de leur « propriété », conformément à la loi du 30 avril 1849[13],[12].

### Réorganisation sociale et économique
- Négociation difficile de nouveaux rapports de travail entre les anciens maîtres (désormais "propriétaires") et les anciens esclaves (désormais "travailleurs libres"). Beaucoup de ces derniers refusent de continuer à travailler sur les plantations dans des conditions similaires à l'esclavage[2].
- Émergence progressive d'une paysannerie noire et métisse, de nombreux nouveaux libres cherchant à acquérir des parcelles de terre (souvent dans les mornes, les régions moins fertiles délaissées par la grande plantation) pour cultiver leur subsistance et gagner en autonomie[2].

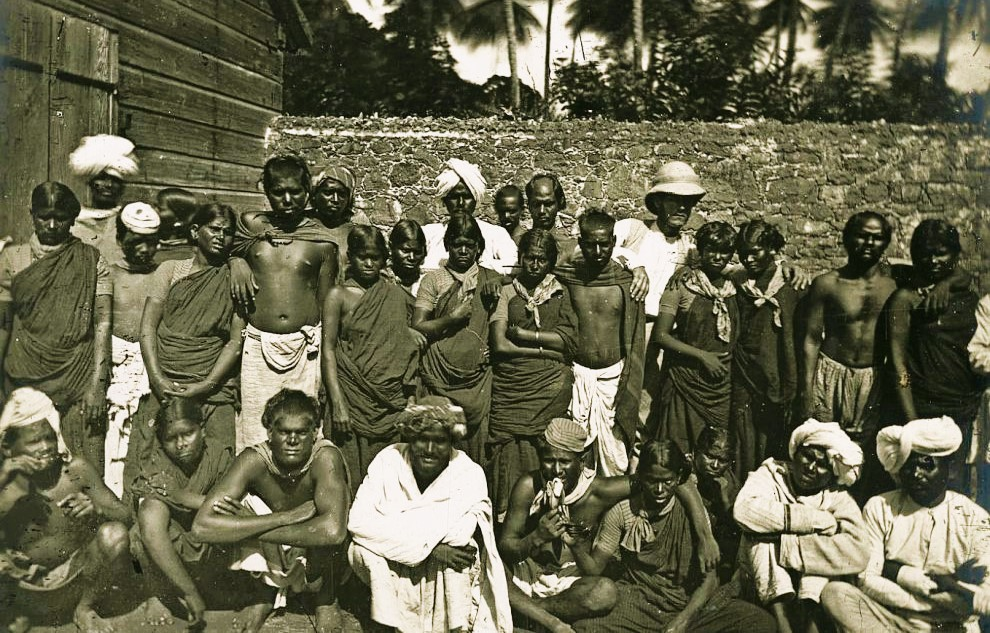
Engagés indiens à la Martinique, seconde moitié du XIXe siècle.

- Engagés indiens à la Martinique, seconde moitié du XIXe siècle.Pour pallier le manque de main-d'œuvre sur les grandes exploitations sucrières, les autorités coloniales et les planteurs organisent, comme dans d'autres colonies, l'immigration de travailleurs sous contrat (engagisme), principalement en provenance d'Inde (de 1853 à 1885 environ), mais aussi d'Afrique (Congolais, dits « Kroumen ») et de Chine[2].
- Persistance des structures foncières inégalitaires héritées de l'esclavage, la majorité des terres restant aux mains de l'oligarchie békée[2]. Une indemnité financière est versée par l'État français aux anciens propriétaires d'esclaves en 1849, mais aucune réparation n'est accordée aux victimes de l'esclavage[6].

### Impact politique et culturel
- Les nouveaux citoyens participent massivement aux premières élections organisées sous la Deuxième République. L'élection de Cyrille Bissette et de Pierre-Marie Pory-Papy comme députés de la Martinique en août 1848 marque une étape importante[2].
- Développement progressif d'une conscience politique et d'une vie démocratique en Martinique, malgré les tentatives de restriction des droits civiques sous le Second Empire[2].
- Le 22 mai devient une date symbolique centrale dans la mémoire collective martiniquaise, représentant la conquête de la liberté par la lutte populaire et l'affirmation de la dignité humaine[1].

## Historiographie

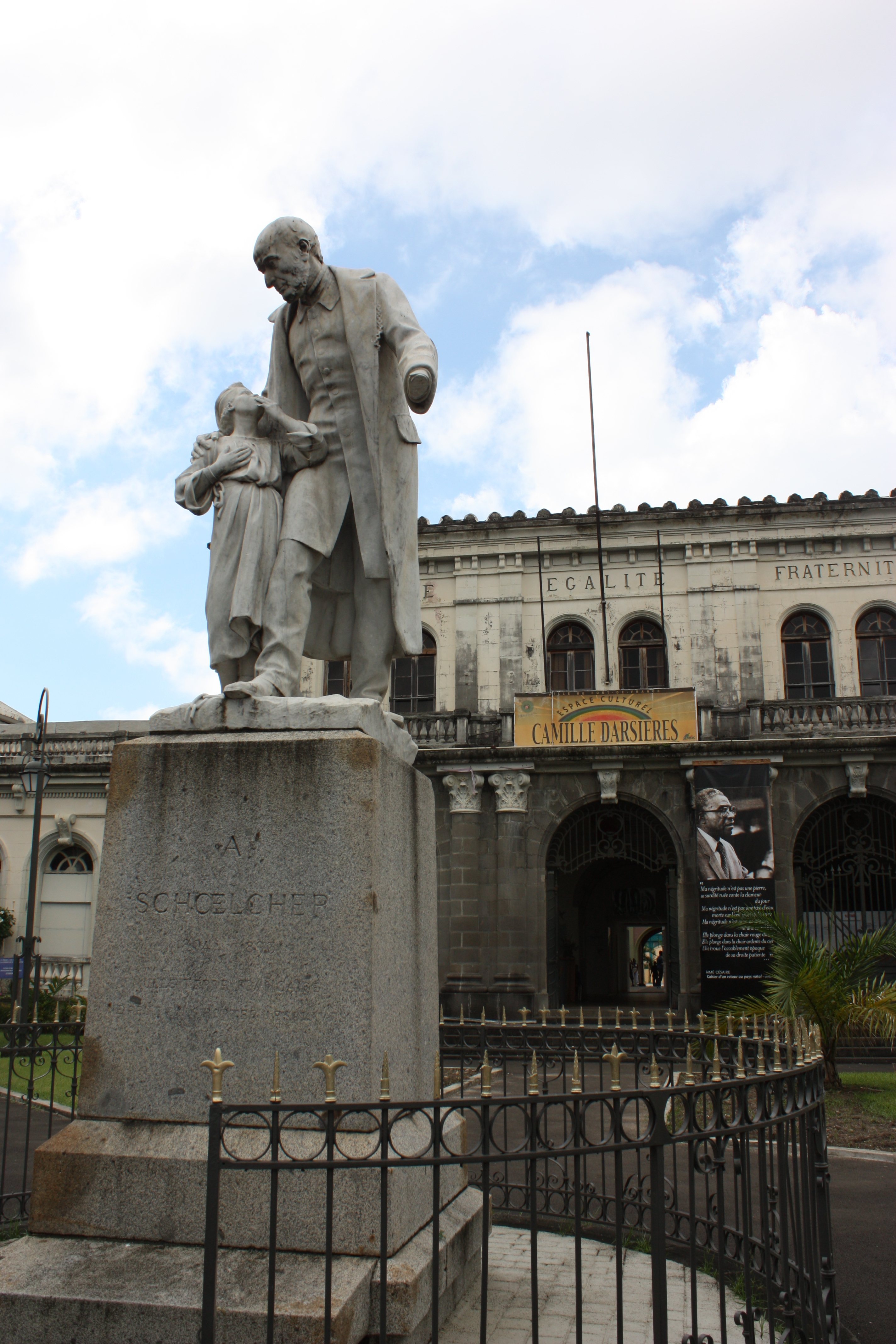
Ancienne statue de Victor Schœlcher à Fort-de-France, présentant une vision paternaliste de l'abolition. Elle est renversée par des militants en 2022.

L'historiographie de l'abolition de l'esclavage en Martinique, et en particulier des événements du 22 mai 1848, a connu une évolution significative.
- Pendant longtemps, une vision dite « schœlchériste » ou coloniale a prédominé, minimisant le rôle des esclaves et présentant l'abolition essentiellement comme un acte de générosité de la République française et de son émissaire Victor Schœlcher[14].
- À partir des années 1960-1970, sous l'impulsion d'historiens martiniquais et caribéens, une relecture critique a émergé, mettant en avant le caractère insurrectionnel du 22 mai et la centralité de l'action des esclaves comme acteurs de leur propre libération. Des figures comme Aimé Césaire (dans son Toussaint Louverture), Édouard Glissant, puis des historiens tels qu'Armand Nicolas[2], Gilbert Pago[1], et Édouard de Lépine[4] ont joué un rôle majeur dans cette réappropriation historiographique.

Les travaux récents s'inscrivent souvent dans une perspective postcoloniale ou décoloniale, qui s'attache à déconstruire les récits coloniaux et à redonner leur place aux voix et aux actions des subalternes. Cette approche souligne que l'abolition de 1848 n'est pas une fin en soi, mais une étape dans un long processus de luttes pour l'égalité réelle et la décolonisation.

## Comparaison avec les autres abolitions dans les colonies françaises de la Caraïbe
Le cas martiniquais de 1848 se distingue par la chronologie et le moteur direct de la proclamation de l'abolition :
- Guadeloupe : l'abolition est proclamée le 27 mai 1848 par le gouverneur Layrle, également sous la pression d'une forte agitation des esclaves et pour prévenir une insurrection comparable à celle de la Martinique, mais sans qu'une insurrection d'une telle ampleur ait eu lieu immédiatement avant[6].
- Guyane : l'abolition est proclamée plus tardivement, le 10 juin 1848 à l'arrivée du décret, même si des troubles avaient également eu lieu[6]. L'application effective sera progressive, notamment dans les régions éloignées.
- La Réunion (anciennement Île Bourbon) : l'abolition est proclamée le 20 décembre 1848 par le commissaire Sarda Garriga[6].

La Martinique est, après Saint-Domingue, la deuxième colonie française où l'insurrection des esclaves a directement et immédiatement contraint l'autorité coloniale locale à proclamer l'abolition, avant même la notification officielle du décret d'abolition générale et l'arrivée du commissaire de la République chargé de son application.

## Mémoire et commémoration
Le 22 mai est un jour férié chômé et payé en Martinique, officiellement reconnu par la loi française du 30 juin 1983 (loi n°83-550). Cette date, choisie par les Martiniquais eux-mêmes bien avant sa reconnaissance officielle, célèbre non pas l'octroi de la liberté par la métropole (incarnée par le décret Schœlcher du 27 avril), mais bien sa conquête par les esclaves insurgés. C'est une affirmation forte de l'agentivité (capacité d'action) des populations asservies dans leur propre libération, un élément clé de la fierté et de l'identité martiniquaise. De nombreuses manifestations culturelles, artistiques et mémorielles ont lieu chaque année à cette occasion.

#### Sources primaires
- Cyrille Bissette, Réfutation du livre de M. V. Schoelcher sur Haïti, Paris, Ébrard, 1843

#### Ouvrages récents
- Gilbert Pago, Les Nouveaux citoyens : de l'esclavage à la citoyenneté, 1848, chronique de l'abolition en Martinique, Matoury, Ibis Rouge Éditions, 2006 (ISBN 978-2-91524-703-9)
- Armand Nicolas, Histoire de la Martinique, t. 1 - Des Arawaks à 1848, Paris, L'Harmattan, 1996 (ISBN 2-7384-4859-3)
- Armand Nicolas, Histoire de la Martinique, t. 2 - De 1848 à 1939, Paris, L'Harmattan, 1996 (ISBN 2-7384-4860-7)
- Édouard de Lépine, Dix semaines qui ébranlèrent la Martinique : 25 mars-4 juin 1848, Paris, Servédit, 1999 (ISBN 978-2-70681-394-8)
- Marcel Dorigny, Les Abolitions de l'esclavage, Paris, PUF, coll. « Que sais-je ? » (no 3232), 2018 (ISBN 978-2-13-079468-4)
- Françoise Vergès, Abolir l'esclavage : une utopie coloniale. Les ambiguïtés d'une politique humanitaire, Paris, Albin Michel, coll. « Bibliothèque Idées », 2001 (ISBN 978-2-226-13010-5)
- Lawrence C. Jennings (trad. Sylvie Bouffartigue), La France et l'abolition de l'esclavage (1802-1848), Bruxelles, André Versaille, 2010 (ISBN 978-2-87495-018-6)
- Nelly Schmidt, L'abolition de l'esclavage. Cinq siècles de combats XVIe-XXe siècle, Paris, Fayard, 2005 (ISBN 978-2-213-62222-4)
- Dale Tomich, Le moment colonial : la Martinique, 1763-1848 [« Slavery in the Circuit of Sugar »], Paris, Albin Michel, coll. « L'Évolution de l'humanité », 2015 (ISBN 978-2-226-25820-5)